# Anthony Circelli
Anthony Circelli detto Tony (Toronto, 18 novembre 1962) è un ex hockeista su ghiaccio canadese naturalizzato italiano, di ruolo difensore.

## Carriera
Dopo gli inizi in una lega minore nordamericana, la Atlantic Coast Hockey League, Circelli si trasferì in Italia a 22 anni.
Giunse all'Alleghe HC, che lanciò la sua carriera: con la squadra veneta disputò sei stagioni, dal 1984 al 1990. Durante quegli anni ottenne la cittadinanza italiana e, nel 1987, fece il suo esordio con la maglia azzurra.
A livello di club ha poi giocato in Italia coi Devils Milano (per quattro stagioni, dal 1990 al 1994) e coi Mastini Varese (per due stagioni, 1995 e 1996), nella Deutsche Eishockey Liga (Germania) coi Wedemark Scorpions (1996-97, oggi Hannover Scorpions), e nella Ice Hockey Superleague britannica coi Cardiff Devils (1997-98). Nella sua ultima stagione ha anche disputato i play-off del campionato italiano con la maglia degli altoatesini dell'HC Merano.
Nel suo palmarès ci sono tre scudetti, tutti vinti a Milano.
Con la maglia della nazionale ha partecipato a sette mondiali, tre di gruppo B (1989, 1990 e 1991) e quattro di gruppo A (1992, 1993, 1994 e 1995), oltre che alle Olimpiadi di Albertville 1992 e Lillehammer 1994.
Dopo il ritiro, Circelli si è trasferito con la moglie italiana in Gran Bretagna dove ha fondato una catena di locali, "The Sports Café". Lasciata questa attività ha fatto ritorno in Canada nel 2005 dove ha iniziato ad allenare squadre giovanili.

## Palmarès

### Club
- Campionato italiano: 3

Devils Milano: 1991-1992, 1992-1993, 1993-1994
- Alpenliga: 1

Devils Milano: 1991-1992
- Federation Cup: 1

Varese: 1995-1996